# Okavango
Okavango je rijeka u jugozapadnoj Africi. To je četvrta najduža rijeka u južnoj Africi. Teče u smjeru jugoistoka, a tok joj je dug otprilike 1600 km. Izvire u Angoli, gdje je nazivaju Cubango. Južnije tvori dio granice između Angole i Namibije, a zatim otječe prema Bocvani. 
Prije nego što uđe u Bocvanu rijeka se obrušava u cijeloj svojoj širini od 1200 metara niz brzake visoke četiri metra. Navedeni brzaci nazivaju se Popa Falls, a obrušavanje rijeke osobito je vidljivo kada je vodostaj rijeke nizak npr. u vrijeme sušne sezone. 
Okavango se smatra endoreičkim sustavom što znači da se ne odvodnjava prema moru, nego završava u unutrašnjosti afričkog kontinenta.  Vode Okavanga se razlijevaju u močvarama polupustinje Kalahari, a cijelo to močvarno područje naziva se delta Okavangoa. Tijekom ljeta na južnoj polutci dolazi do kišne sezone, kada vodostaj u delti malo poraste, i nastaje odljev prema rijeci Boteti što dovodi do djelomičnog pražnjenja u prostor Makgadikgadi Tave u kojem nastaju močvare. U spomenutim močvarama tijekom ljeta obitava nekoliko desetaka tisuća plamenaca. 

## Sukob zbog vode
Države kroz koje protječe Okavango, Namibija i Bocvana, nalaze se u polupustinjskim i pustinjskim područjima u kojima se često javljaju velike suše. Zbog toga se izbijaju napetosti i sukobi povezani s korištenjem vode iz Okavanga.  Namibija je izgradila kanale u dužini od 300 km, te je izradila projekt za izgradnju 250 km dugog cjevovoda za preusmjeravanje vode iz Okavanga kako bi umanjila posljedice suše. 
Bocvana, s druge strane, iskorištava vodu iz delte Okavanga za natapanje, ali i za prihode od turizma. Odjel za vode u Bocvani tvrdi da se 97% vode iz rijeke gubi isparavanjem, zbog čega si Bocvana ne može priuštiti da izgubi dodatne količine vode pa je zabrinjavaju planovi Namibije o izgradnji cjevovoda. Namibija, međutim, tvrdi da će samo preusmjeriti pola posto toka rijeke, te da ima pravo na vodu koja teče kroz njezinu zemlju. Kako bi se zaobišle napetosti i potencijalni sukobi Namibija i Bocvana su 1994. potpisale Sporazum o bazenu rijeke Okavango kojim su dogovorili zajedničko korištenje vode. 

## Poplave
Ako kanale u delti Okavanga promatramo kao vene velikog živog organizma, onda se njegovo srce nalazi u 1250 km udaljenim gorjima Angole. Ovo udaljeno srce ritmično kuca, ali jednom godišnje, tijekom ljeta na južnoj polutci, u Angoli padne tri puta više kiše nego u Bocvani. Nakon toga dolazi do slanja velikog vodenog vala prema arterijama (kanalima) u delti Okavanga. Tada nastaju poplave, ali za razliku od ostatka svijeta gdje poplava ima negativne konotacije, u delti Okavanga poplava je uvijek dobro došla. 
Iako ljetne kiše u Angoli padaju u siječnju, vodi je potrebno mjesec dana da prijeđe prvih 1000 km toka rijeke Okavango. Poslije toga potrebno joj je dodatna 4 mjeseca kako bi se profiltrirala kroz korijenje biljaka i brojne kanale završnih 250 km u delti. Rezultat toga je da su najveće poplave negdje između lipnja i kolovoza, tijekom suhe zime u Bocvani. Delta u tom razdoblju proširuje svoju veličinu do tri puta zbog čega privlači životinje iz vrlo udaljenih krajeva. Tako nastaje područje s jednom od najvećih koncentracija divljih životinja u Africi, kao što su antilope, žirafe, nilski konji i sl. Na najširem mjestu tijekom velikih poplavama močvara se proteže na preko 150 km u smjeru od istoka prema zapadu. 
Jedan od činitelja koji dovodi do vječne promjene biljnog i životinjskog svijeta u delti Okavanga je zaravnjenost reljefa. Kako bi se lakše moglo razumjeti koliko je slaba energija reljefa potrebno je istaknuti da se na presijeku delte izvedenom na udaljenosti od 150 km, može uočiti samo 2 metra visinske razlike između najviše i najniže točke. Beskrajna ravnica. Radi usporedbe naglasimo da je u ravničarskom dijelu Republike Hrvatske na prostoru od Vinkovaca (90 m) do Vukovara (108 m) visinska razlika skoro 20 m na udaljenosti od 20 km. Uz tako slabu energiju reljefa u delti Okavanga i mali nanosi pijeska mogu izazvati velike promjene.

## Vanjske poveznice
- Safari u delti Okavangoa  Arhivirana inačica izvorne stranice od 2. lipnja 2007. (Wayback Machine) (engl.)
- OKACOM (engl.)(port.)